# Mbarka Bouaida
Mbarka Bouaida, née en 1975 à Lakssabi, près de Guelmim, est une femme politique marocaine. 
Elle est ministre déléguée auprès du ministre des Affaires étrangères dans le gouvernement Benkiran II entre 2013 et 2016 puis secrétaire d'État chargée de la Pêche dans le gouvernement El Othmani entre 2017 et 2019.
Depuis septembre 2021, elle préside la région de Guelmim-Oued Noun

## Biographie

### Famille et études
D'origine sahraouie issue de la tribu Aït Lahcen (confédération des Tekna), Mbarka est la fille d'Ali Bouaida, qui a été un notable du sud marocain.
Propriétaire d'une compagnie d’hydrocarbures (Petrom) et actif dans les médias (Radio Mars), il est un bailleur de fonds du Rassemblement national des indépendants (RNI), parti marocain de centre-droit
Mbarka Bouaida est titulaire d'un diplôme de l’École supérieure de gestion de Casablanca, d'un MBA de l'université de Hull et d'un master en communication de l'université de Toulouse.
Elle est mère de deux filles et épouse de Abdelkrim Mehdi, ancien directeur du fonds d’investissement de l’Oriental (FIRO) et ancien président de la CGEM de l'Oriental.

### Carrière
À partir de janvier 2003, elle est directrice de l'audit et du contrôle de gestion dans le groupe de son père. Elle est élue en 2007 pour la première fois à la Chambre des représentants, et est membre du bureau politique du Rassemblement national des indépendants (RNI).  
Elle y est vice-présidente de la commission des Finances et des Affaires économiques et rapporteur de la même commission pour le projet de loi de finances 2009. À partir de mai 2010, elle copréside la commission parlementaire mixte Maroc-Union européenne.  
Durant l'année 2010, elle préside, toujours à l'Assemblée,  la commission des Affaires étrangères, de la Défense nationale et des Affaires islamiques à la Chambre des Représentants. 
À partir d'octobre 2013, elle est au gouvernement  ministre déléguée auprès du ministre des Affaires étrangères et de la Coopération dans le gouvernement Benkiran II, le ministre des affaires étrangères étant aussi le président de son parti, le RNI, Salaheddine Mezouar.  
Elle fait notamment le déplacement, en cette qualité de ministre déléguée auprès du ministre des affaires étrangères,à Addis Abeba en janvier 2014 pour  le 22e sommet de l'Union africaine, une organisation quittée par le Maroc en 1984 pour  protester contre l’adhésion de la République arabe sahraouie démocratique. Mais se positionne durant le sommet comme une observatrice, tout en multipliant les contacts,. 

### Députée
Elle se représente aux élections législatives marocaines de 2016, à Guelmim, dans la région dont elle est issue, et où sa famille joue depuis des décennies un rôle important, et emporte le siège.
Le 5 avril 2017, elle est nommée secrétaire d'État auprès du ministre de l'Agriculture, de la Pêche maritime, du Développement rural et des Eaux et forêts, chargée de la Pêche maritime dans le gouvernement El Othmani.

### Présidente de région
Le 21 septembre 2021, elle est élue présidente de la région de Guelmim-Oued Noun par 28 voix sur 39.
Pour préparer le plan de développement de la région, elle attribue un marché de 14,5 million de dirhams à South Bridge, dirigée par le cousin de Moncef Belkhyat . 

## Prix et reconnaissances
En novembre 2020, Mbarka Bouaida reçoit le trophée de la femme de l'année décerné par l'association "Baouabate Fès" (FèsGate). 